# Plan ALTAMAR

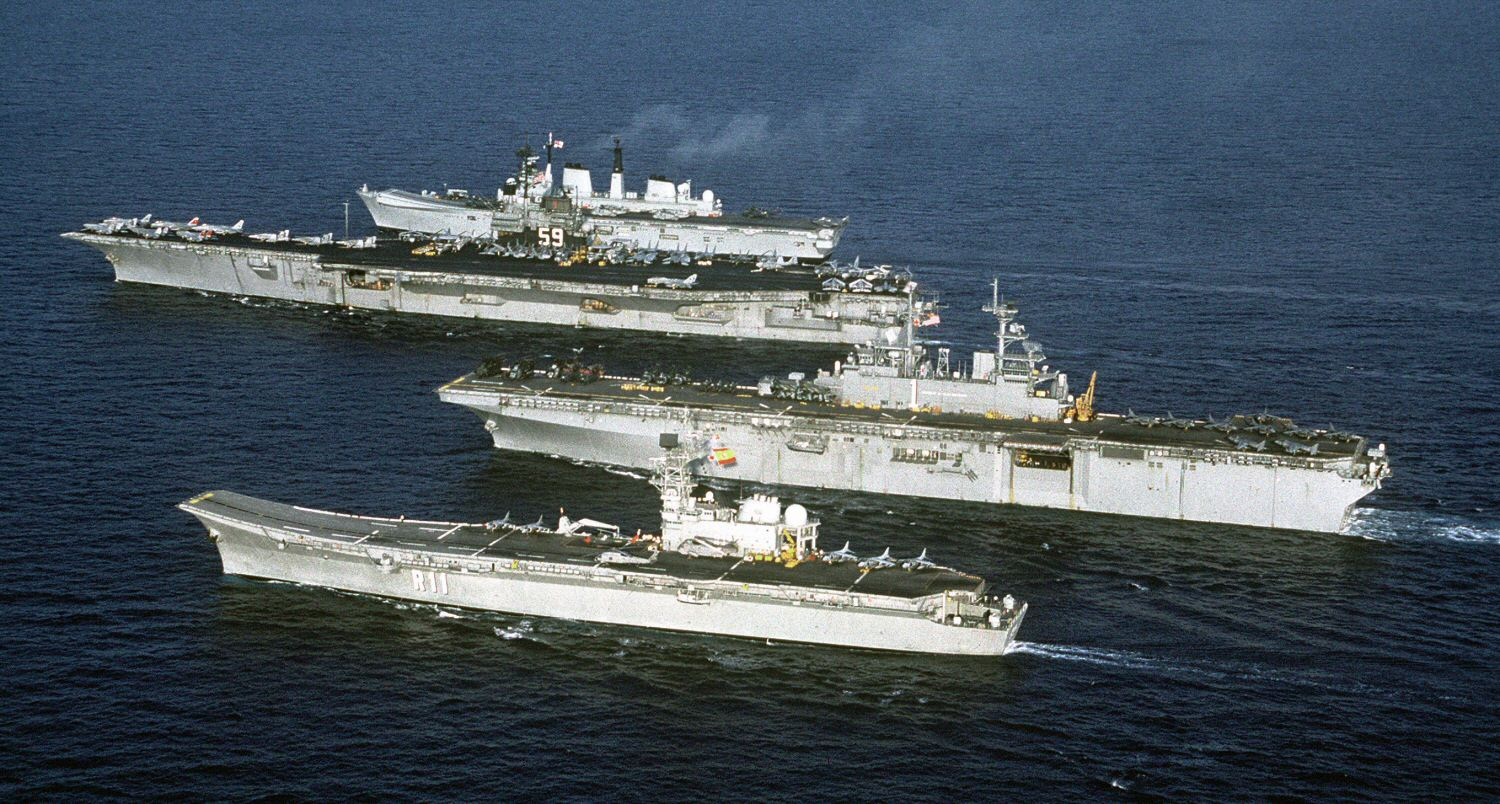
Con el PAM la Armada seguiría siendo de segunda línea (como demuestra la diferencia entre el Príncipe de Asturias y otros buques insignias); pero con barcos a la altura de sus vecinos. El temor estribaba en si se repetiría la situación de dos siglos antes.

El Plan ALTAMAR o según otros autores Plan de Alta Mar o Plan Alta Mar (PAM en su acrónimo) fue un plan publicado a finales de los 80 durante el penúltimo gobierno del PSOE y llevado a la práctica por todos los gobiernos habidos sin distinción de color.
Con él se pretendía reformar la Armada, con especial atención a los barcos más grandes, con el fin de dotar a España de una armada de segunda línea, pero moderna y bien equipada.

## Controversia
No está claro si el Plan ALTAMAR es un plan de modernización de la Armada o solamente un estudio del Estado Mayor de la Armada sobre las necesidades más perentorias de la misma en los años 90, cuando el PLANGENAR de los años 60 y renovado en los 70 se había cumplido y no había planes de modernización para sustituirlo. El 27 de febrero de 1991, el entonces ministro de defensa Narcís Serra, contestando a una pregunta parlamentaria del Grupo Popular:

El Plan Alta Mar no existe como tal en el Objetivo de Fuerza Conjunto del PEC-90, aunque sí haya sido un importante factor de ayuda a la toma de decisiones durante las últimas etapas del ciclo bienal 1988-90 de planeamiento de la defensa militar. Hecha esta precisión, debe subrayarse que el plan de construcciones navales derivado del expresado PEC-90 no se ha interrumpido, aun cuando su calendario pudiera requerir en algunos casos modificaciones debido a minoraciones presupuestarias.

Y en la sesión n.º 18 de la comisión de defensa de las Cortes celebrada el lunes, 13 de octubre de 1997 el representante socialista reflexionó:

Por tanto, ¿con qué garantías podemos contar, no ya la Armada, sino este Parlamento, todos, de que esto sea realista, que sea posible realizarlo y que no vuelva a suceder como con las previsiones del plan Altamar? Las previsiones del plan Altamar eran importantes, significativas y, seguramente adecuadas a las necesidades de la Armada pero, posteriormente, la evolución de los presupuestos obligó a reducciones muy importantes y a debates en esta Cámara sobre el valor que tenía dicho programa, si tenía un valor real o si solamente era un estudio de la Armada que no había sido asumido, en ningún momento, dentro de los presupuestos en sus términos generales.

Y, en octubre del 2003, El Almirante General Jefe del Estado Mayor de la Armada (Torrente Sánchez) afirmó:

Distinto es el Plan Alta Mar, que sí existió y fui su redactor, que por eso lo sé, y lo firmó el ministro Narcís Serra, no me acuerdo qué año, cuando yo estaba en Logística en Estado Mayor de La Armada. Está firmado pero no tenía más virtualidad que era una intención,..

Por un lado, la página oficial de la Armada hace referencia a varias de sus nuevas unidades como fruto del plan ALTAMAR. Por otro, en las Cortes, cuando hablan del Plan Alta Mar se dice que no es un plan, sino una declaración de intenciones.

## Antecedentes del PAM
Antes del Plan ALTAMAR existía ya otro proyecto para sustituir los buques más viejos por otros nuevos. Se llama PLANGENAR, pero por diferentes razones (probablemente presupuestarias), fue retrasándose y no tuvo continuidad, por lo que en los 90, 10 años después, los buques de la Armada seguían siendo los mismos que los de 1980, salvo el nuevo portaaviones Príncipe de Asturias (R11) y las fragatas clase Santa María (F-80). Los buques que habían sido dados de baja, no tuvieron relevo, salvo los Transportes de Ataque, que fueron sustituidos por otros de segunda mano.

### La relación del PSOE y los militares

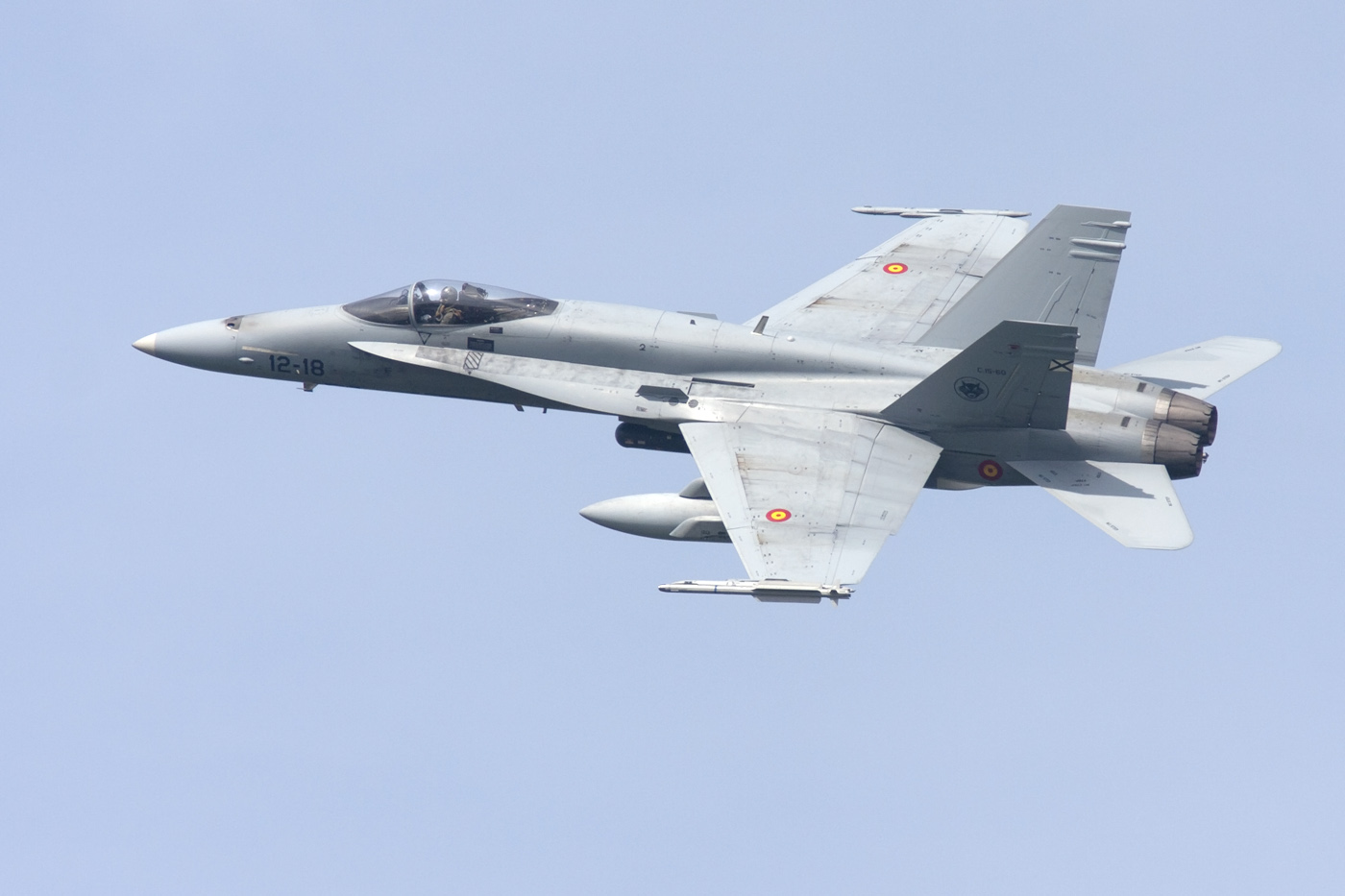
Por el Programa FACA el gobierno español adquirió 96 unidades del caza de combate EF-18 Hornet.

El gobierno del PSOE se propuso atraerse a las Fuerzas Armadas empezando por dotarlas de equipamientos punteros. En esa línea se firmó el Programa FACA sólo 23 días después de tomar posesión de su cargo el nuevo ministro de Defensa Narcís Serra, el 31 de mayo de 1983. A este programa le siguieron otros que fueron aumentando el presupuesto de Defensa paulatinamente hasta duplicarlo, tanto para compras como para mantenimiento. Pese a todo, un miembro de las Fuerzas Armadas españolas declaró a TVE: 

"Nos modernizamos, pero no a ritmo de los europeos".

### El turno de la Armada

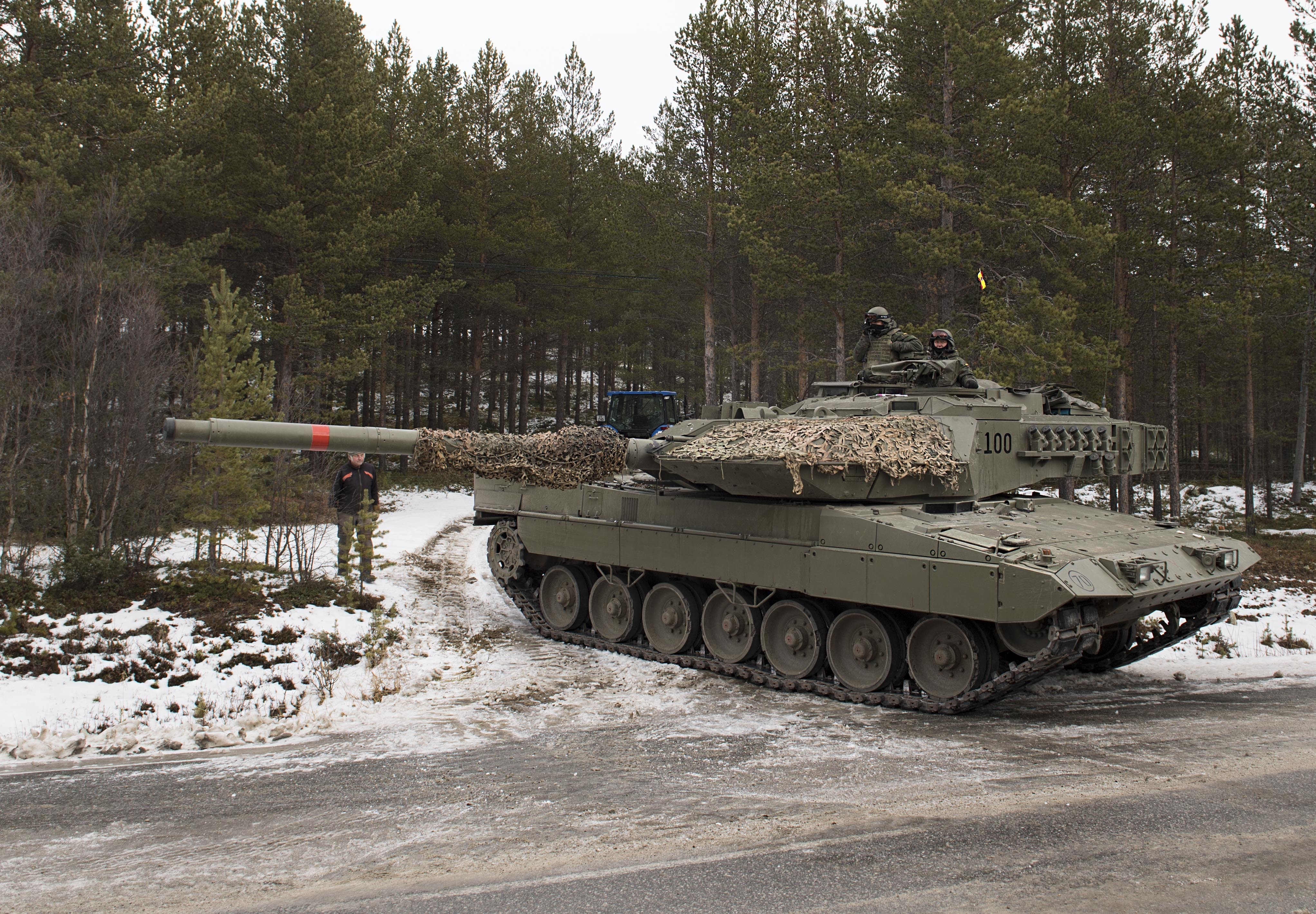
Por el Programa Coraza el carro de combate Leopardo 2E constituye hoy día el tanque de batalla principal del Ejército de Tierra español. España optó por la licencia de fabricación de 219 unidades Leopardo 2E en la década de 1990.

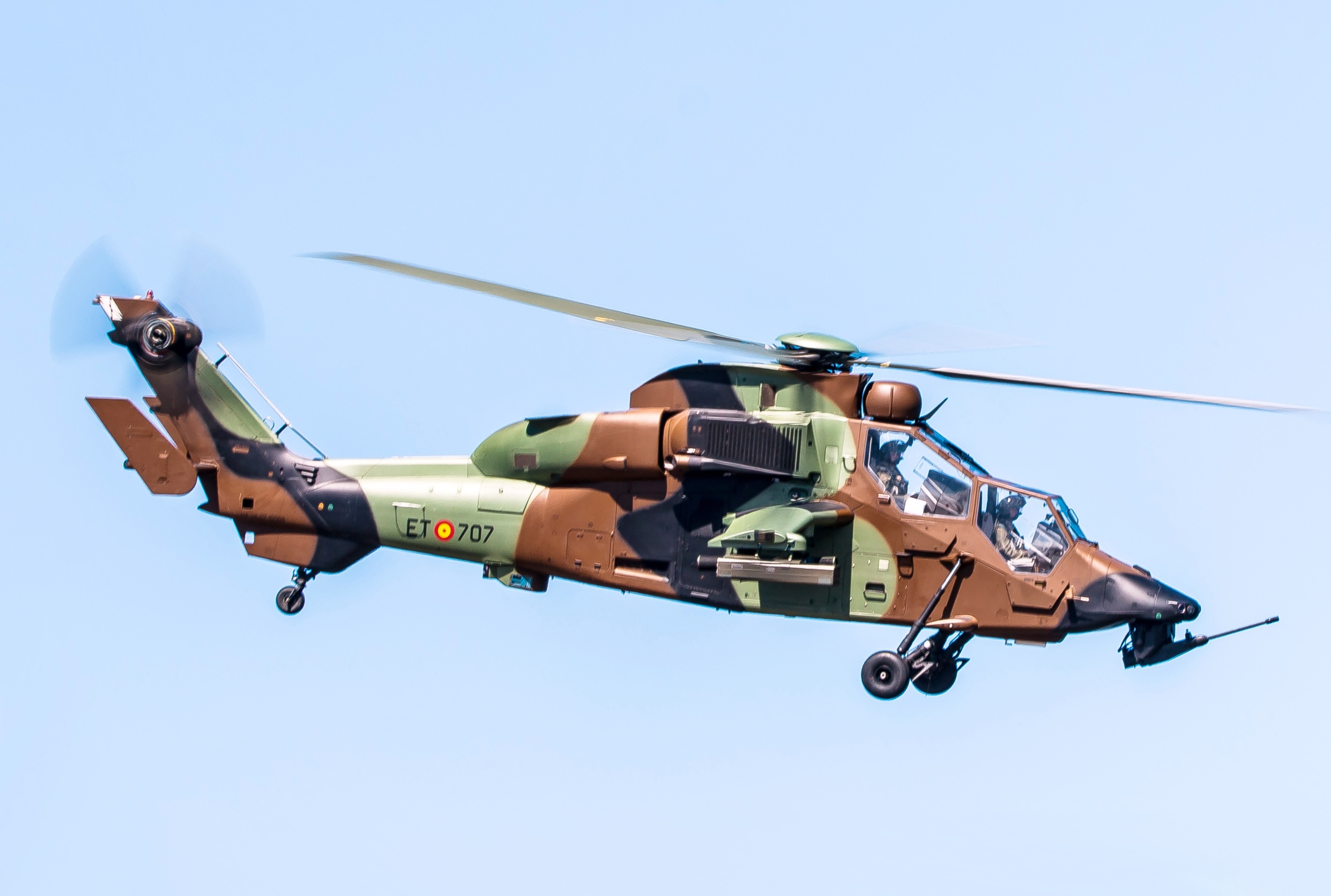
Por el Programa Tigre el gobierno español acabó adquiriendo 24 Eurocopter Tigre; de los cuales 18 fueron versión HAD y 6 en HAP.

Tras haber realizado la reforma de las Fuerzas Armadas Españolas y haber finalizado la primera modernización del Ejército del Aire con la finalización de citado Programa FACA para comprar los F/A-18, la entrada en el programa que desarrollaría el Eurofighter y la adquisición de radares y otros equipos necesarios para esa arma, le llega el momento de acometer la modernización del material más pesado operado por la Armada Española.
En 1988 la Armada estrenaba el portaaviones Príncipe de Asturias el cual, pese a su pequeño tamaño, se terminó concienzudamente costara lo que costara (salvo en armamento). Junto a él estaban las modernas fragatas F-80 muy eficaces contra submarinos. Asimismo, España disponía de varios buques modernos como los submarinos, las patrulleras o algunas fragatas, pero el resto de la flota lo componían barcos viejos o de segunda mano, o las dos cosas, especialmente los de mayor porte. Para remediar esta situación en marzo de 1990 se publicó el Plan ALTAMAR que la Armada había desarrollado anteriormente en sustitución del obsoleto PLANGENAR. En él se preveía sustituir la flota más antigua, con especial atención a los barcos más grandes, a lo largo de 15 años. Este Plan, como suele ser habitual en las compras y contrataciones de los tres ejércitos españoles, venía precedido de un informe realizado por la Armada donde especificaba sus requerimientos (el llamado Informe de requerimientos operativos) para, más adelante presentar la Memoria justificativa de adquisición donde se especifica las características del material solicitado y la razón de porqué debe reunir dichas características.
Como se verá más adelante los marinos españoles se ciñeron a las mínimas unidades posibles para operar con cierta normalidad, tanto en cantidad como en calidad. Contaban con la experiencia de ocasiones anteriores, donde se habían redactado planes pomposos que nunca llegaron a nada destacado por falta de apoyo político, tecnológico o económico.
Los miembros de la marina de guerra española ya contaban con cambios y modificaciones en los diez o quince años que duraría la ejecución del PAM, por las circunstancias que irían apareciendo a lo largo de ese tiempo. Sin embargo, a principios de los noventa se mantenía la esperanza de obtener parte de lo solicitado y lo que no se obtuviera fuese por causas imprevistas. En este aspecto los gobiernos del PSOE y el posterior del PP aprobaron casi todo lo que la Armada solicitó aunque no solicitó todo lo aprobado.

## Partes del PAM
El Plan ALTAMAR contemplaba la renovación de todas las partes esenciales de la Armada, dejando fuera dos demandas clasificadas como básicas por los marinos españoles que se tratan más adelante.
Como cuenta Íñigo Puente en su ensayo Plan Alta Mar: ¿sueño de lo que pudo ser o anticipo de lo que será?.

### Los buques de asalto anfibio
En 1988 la Armada había dado de baja al Galicia (L-31), su único buque con dique inundable, con casi el doble de su vida activa ya cumplido. Mantenía dos transportes de tropas (el Castilla (L-21) y el Aragón (L-22), no eran buques anfibios) y varios buques de desembarco de los años 50, por lo tanto con más de 35 años que es la vida operativa de un barco.
El plan preveía terminar el nuevo buque de asalto anfibio con dique inundable catorce años después de dar de baja el anterior y construir otros cuatro buques de desembarco. En total unas 20.000 toneladas construidas.
Además, se abría la posibilidad de alquilar buques de segunda mano a la Armada de los Estados Unidos.

### Los buques auxiliares

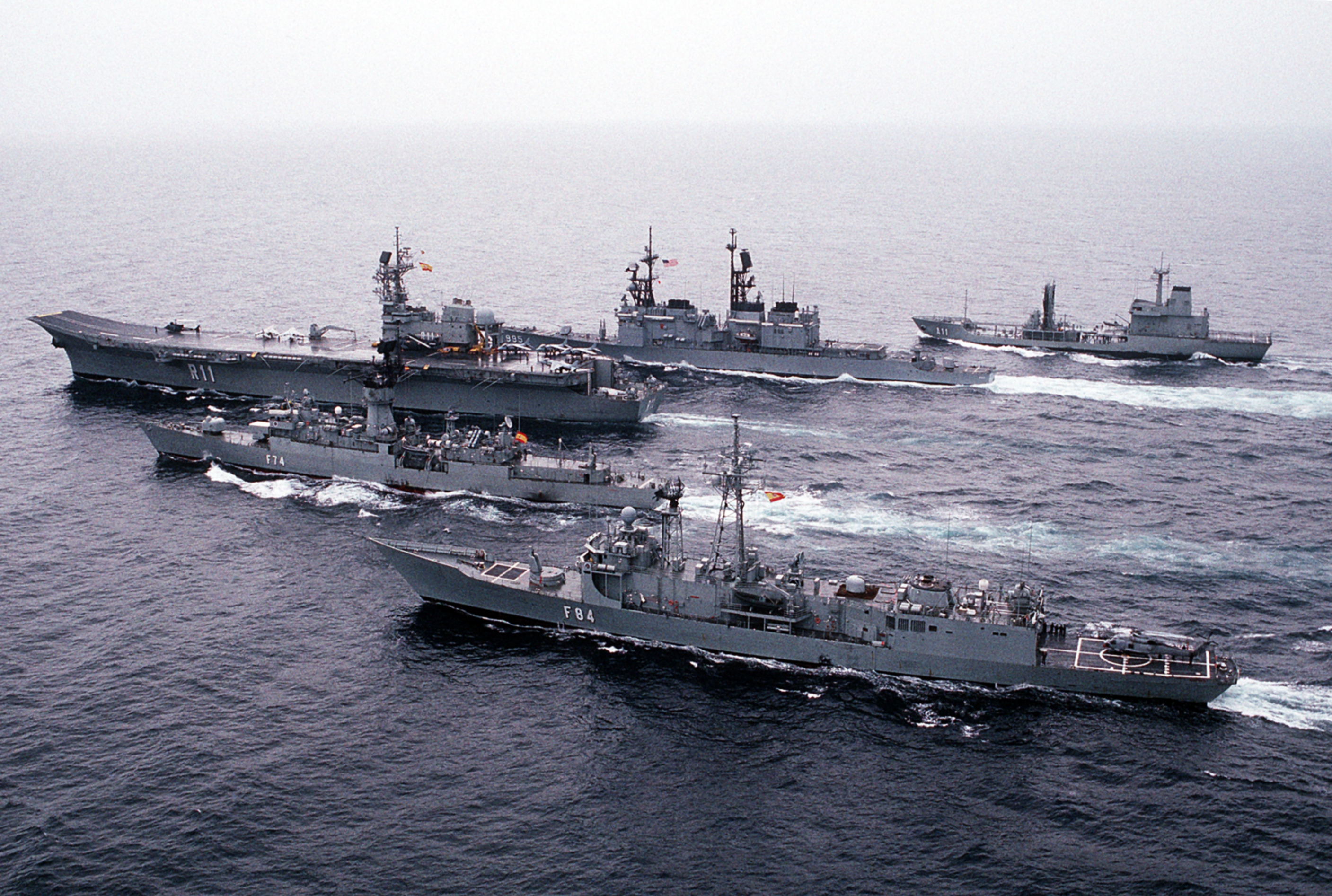
Grupo de batalla formado por el Príncipe de Asturias (R11), Marqués de la Ensenada (A-11), Asturias (F-74), Reina Sofía (F84) y USS Scott (DDG-995). Año 1992.

En 1989 se había ordenado la construcción de un petrolero, el Marqués de la Ensenada (A-11), para dar combustible y, en menor medida, farmacia y pertrechos a los barcos que tuvieran que realizar largos trayectos.
El PAM contemplaba construir un buque de aprovisionamiento logístico para abastecer de combustible a los barcos, JP-5 para los aviones, agua, repuestos, alimentos, medicinas y atención sanitaria a toda la flota.

### Los buques de escolta

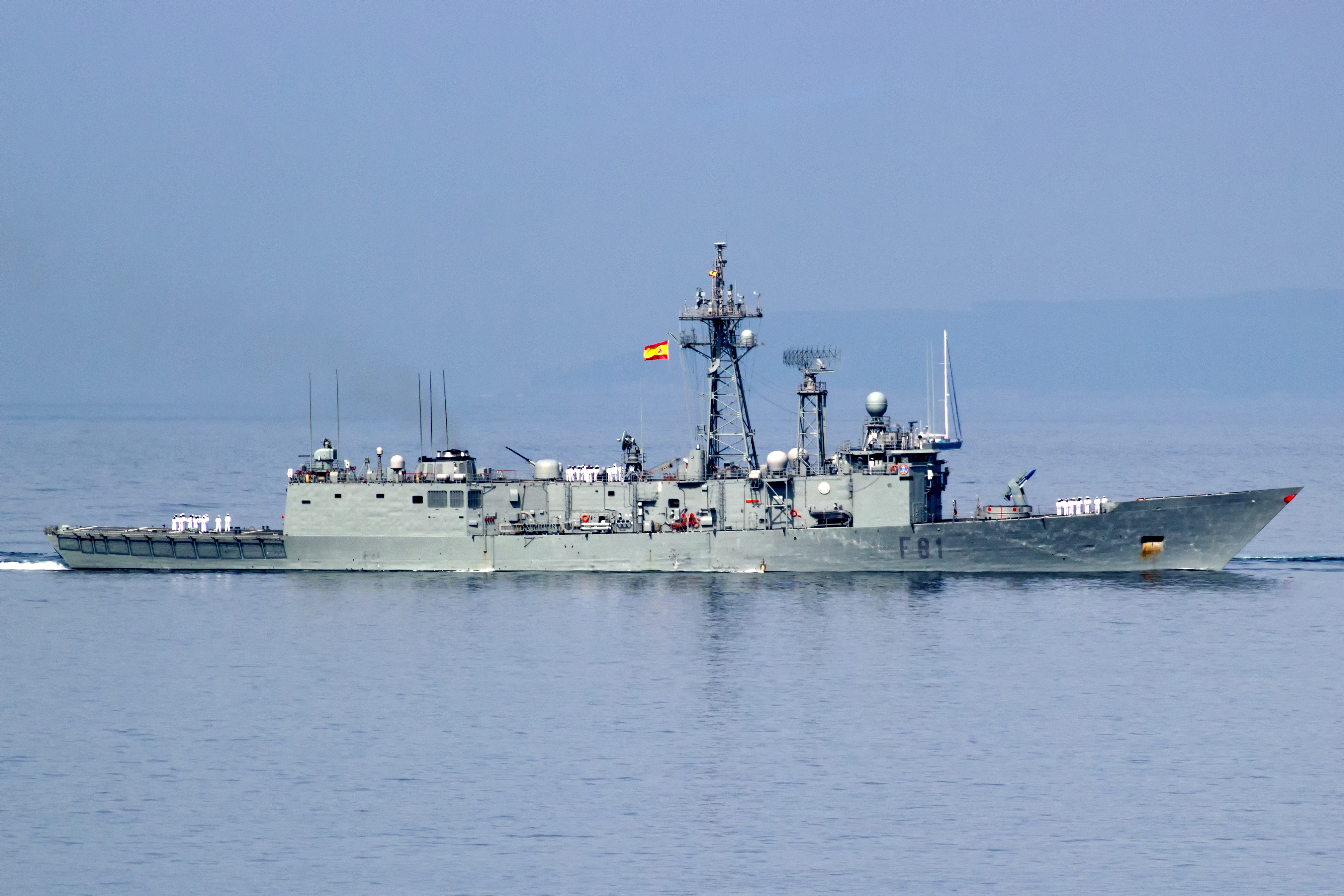
La fragata Santa María (F-81). La parte más ambiciosa del PAM trataba de superar lo conseguido con las fragatas F-80 clase Santa María y construir buques aún más eficaces.

La Armada contaba con dos destructores de la Clase Churruca (D-60), cinco fragatas de la Clase Baleares (F-70) y las ya mencionadas cuatro fragatas de las clase Santa María (F-80). Así se planificó:
- Construir dos fragatas más de la clase Santa María (F-80) entre 1994 y 1995.
- Construir cuatro fragatas de las clase F-100 (más adelante llamadas clase Álvaro de Bazán con un desplazamiento entre 3.000 y 3.500 Tm y a un coste de 30.000 millones de pesetas por unidad (180 millones de euros) para ser entregadas entre 1997 y 2000).
- Construir cinco unidades algo mayores a las anteriores de la clase F-110 entre el 2000 y el 2005.

En total 11 buques en 12 años, dejando el número de escoltas en 15.

### La guerra de minas
Aunque los barcos cazaminas no suelen ser muy espectaculares por su pequeño porte, sus servicios son esenciales para cualquier flota, porque las minas resultan muy baratas de obtener, pequeñas y fáciles de transportar; por lo que hasta un simple mercante puede sembrar la salida de un puerto con ellas, inutilizando a toda una flota de decenas de miles de toneladas.
La Armada contaba con 12 buques entre dragaminas costeros y cazaminas oceánicos. Pero algunos de ellos tenían una edad de 40 años cuando el máximo recomendado, como se ha mencionado, sería de 30 o 35 a lo sumo.
El PAM preveía:
- Construir 8 cazaminas costeros desde 1990, la urgencia era grande, para entregarlos entre 1993 y 1998.
- Construir entre 4 y 8 dragaminas oceánicos entre 1998 y 2001.

### Los submarinos

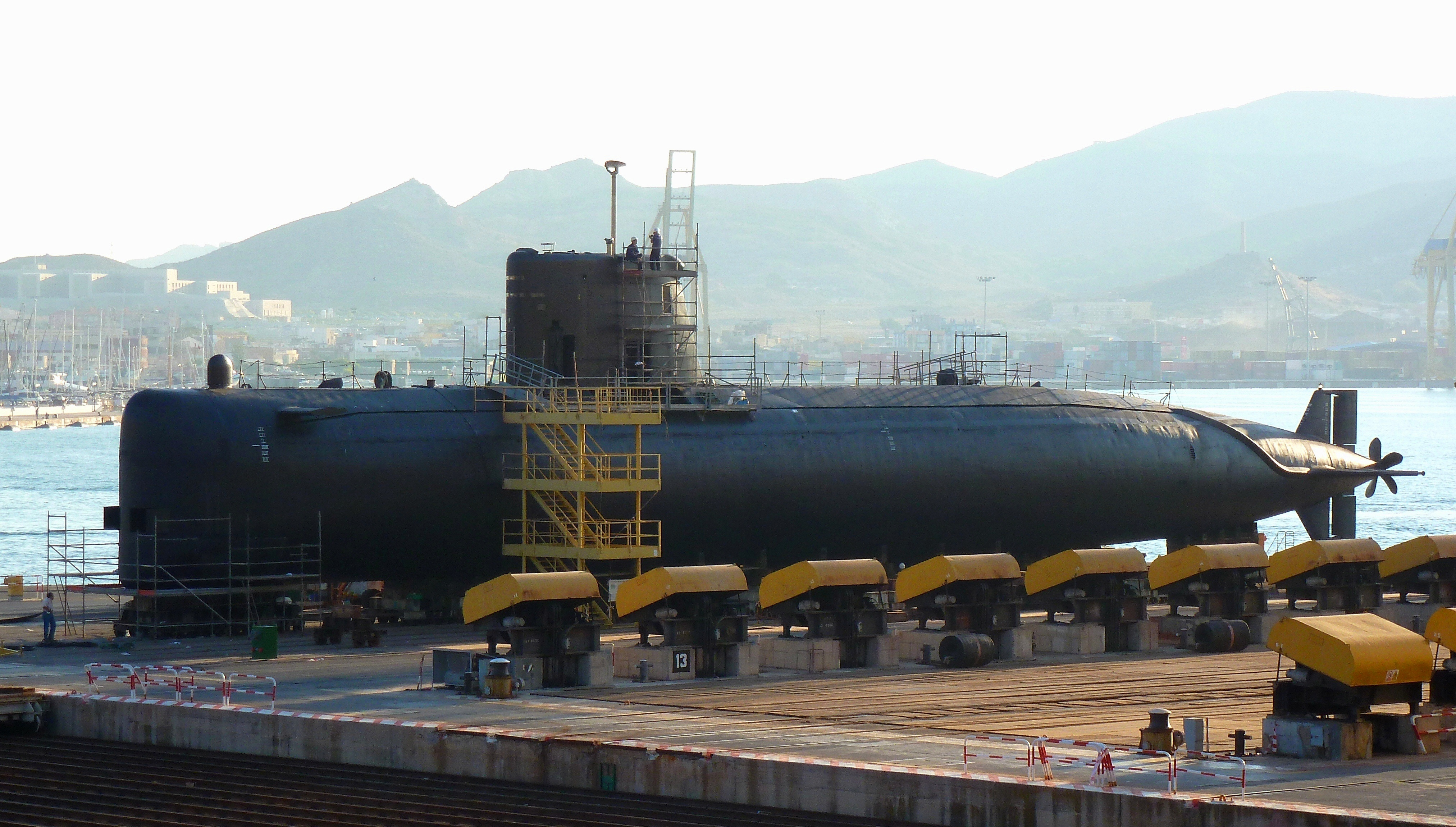
El Mistral (S-73) durante su gran carena iniciada en 2011. Estuvo en servicio hasta 2020.

La flota de submarinos no requería muchas actuaciones dado su buen estado (según Iñigo Puente  "Quizá la mejor de su historia"). Contaba con cuatro submarinos de los años 70 (los clase Daphné S-60) y otros cuatro de los años 80 (los clase Agosta S-70).
A diferencia del resto de navíos el submarino tiene un ciclo de vida más corto, por lo que estas naves con 25 años ya deben ser sustituidas o estar en vías de sustitución.
Así el Plan preveía:
- Reemplazar los cuatro submarinos más viejos (los S-60 que hacia el 2000 ya contarían con 25 años) por cuatro unidades de la nueva clase S-80.
- Construir dos nuevos buques que no reemplazaran a ninguno existente.

## Debilidades y amenazas, fortaleza y oportunidades del PAM

### Debilidades
- En la parte negativa el PAM presentaba defectos, o más apropiadamente, renuncias. No contemplaba entre otras carencias:

1. La construcción de más buques de asalto anfibio en lugar de uno solo.
2. La construcción de un segundo buque de aprovisionamiento logístico.
3. La construcción de submarinos movidos por energía nuclear.
4. La construcción de un segundo portaaviones.

- El ser un plan de mínimos podría resultar contraproducente si se realizaban recortes bajo la idea, muy extendida cuando se realizan solicitudes y listas de requerimientos, de pedir más de lo necesario en previsión de futuras reducciones.

### Amenazas
- La situación económica española e internacional estaba llegando a su máximo en 1990 y 1991, a punto de dar paso a una de las crisis más profundas y largas.
- La opinión pública española contra la energía nuclear. Pese a que algunos autores consideraban que podía suavizarse esta hostilidad explicando bien que lo nuclear sólo sería propulsión y no armamento;[1] sucesos como la llegada del submarino nuclear HMS Tireless en el 2003 a Gibraltar y las protestas de los vecinos en 2006 cada vez que algún municipio se presentaba candidato a albergar un cementerio nuclear, parecen indicar un rechazo de la opinión pública española a cualquier fin que se le quiera dar a esa energía.[cita requerida]

### Fortalezas
- Presentar únicamente los medios realmente imprescindibles. El Plan en principio no era irrealizable como habían sido otros anteriores en época de la Segunda República o la dictadura de Franco. Era un plan posibilista que presentaba los requerimientos mínimos de la Armada para contar con una armada más de segunda línea que de primera. Por debajo de la de Japón y no digamos ya de la de Francia o Reino Unido.[1]
- La situación económica española parecía poder abarcar el desembolso que supondría la construcción de los citados buques.
- La situación tecnológica de la industria naval española, en especial los astilleros Bazán, permitía la construcción de estas naves en los tiempos y los requisitos técnicos marcados, con las lógicas variaciones al ser un plan a quince años vista. Como lo demostró ser el primer país en construir un portaaviones para otra nación (el HTMS Chakri Naruebet para Tailandia[8]).
- El renunciar a los submarinos nucleares, evitando un enfrentamiento con una población no excesivamente proclive al gasto militar.

### Oportunidades
- Las intervenciones españolas en misiones humanitarias y de mantenimiento de la paz, quizá la mejor tarjeta de presentación para unas fuerzas armadas que comenzaban a profesionalizarse y rearmarse. Además de requerir tener determinado número de buques disponibles para el traslado de tropas.[9]
- La situación en los Balcanes y el hostigamiento sufrido por las fuerzas de interposición, con el secuestro incluso de un oficial español y su encadenamiento a un puente para que sirviera de escudo humano. En este conflicto el gobierno español vio por primera vez, desde la descolonización del Sahara Español, la necesidad de evacuar una fuerza del tipo brigada en cuestión de días. Se pensó en utilizar el Príncipe de Asturias y se ensayó en ejercicios, pero no resultaba una solución viable.
- La situación laboral en varios astilleros por la escasa carga de trabajo y la búsqueda de soluciones.
- La actitud hostil de Marruecos a principios del siglo XXI que culminó con la invasión de la Isla Perejil y su posterior desalojo.

## La ejecución del Plan ALTAMAR
Al contrario que en planes anteriores fracasados por falta de presupuesto, voluntad política o capacidad tecnológica, el PAM sorprendería a más de uno.

### La construcción de los anfibios

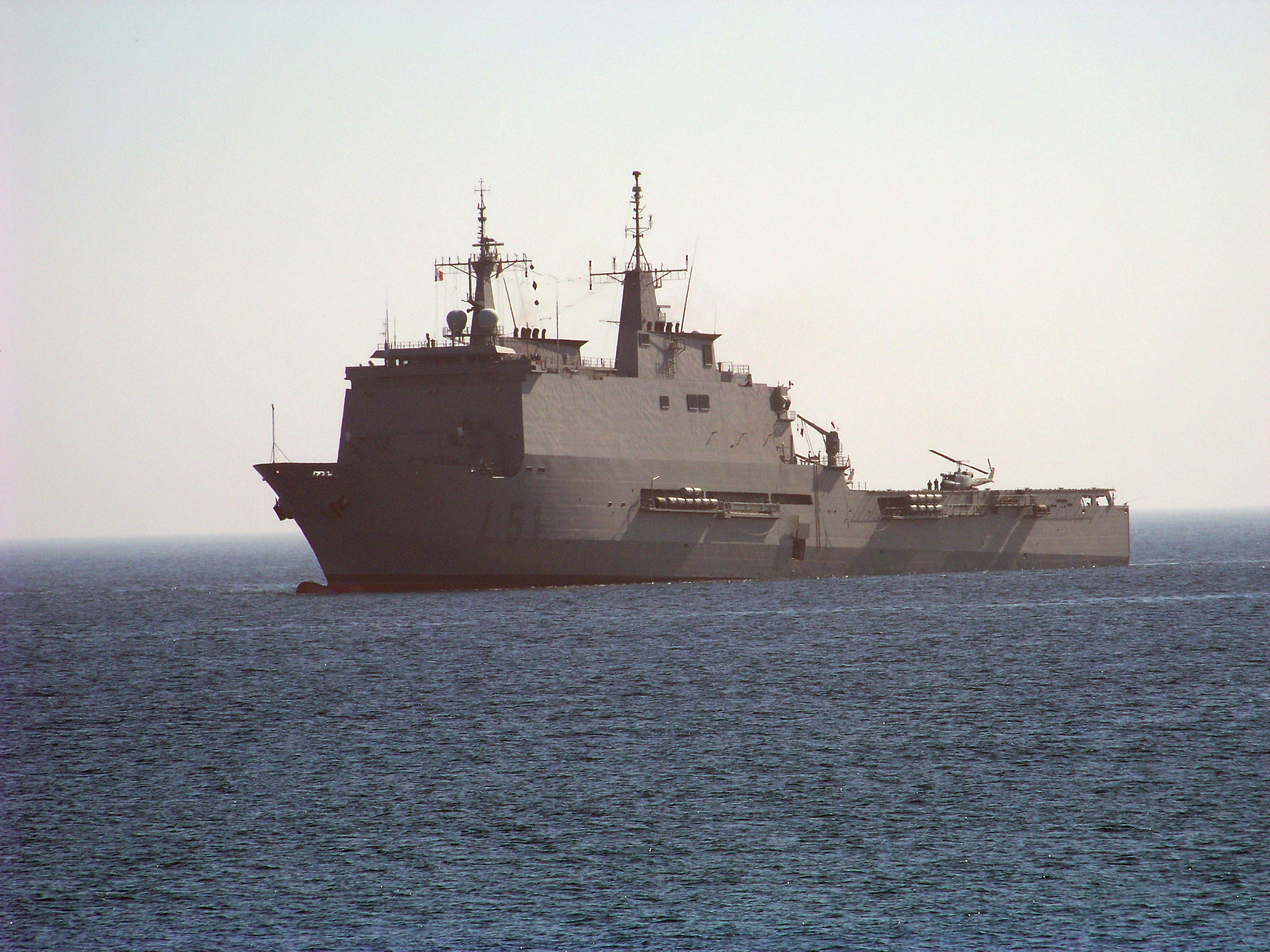
El Galicia (L-51), en el año 2009 en Santander.

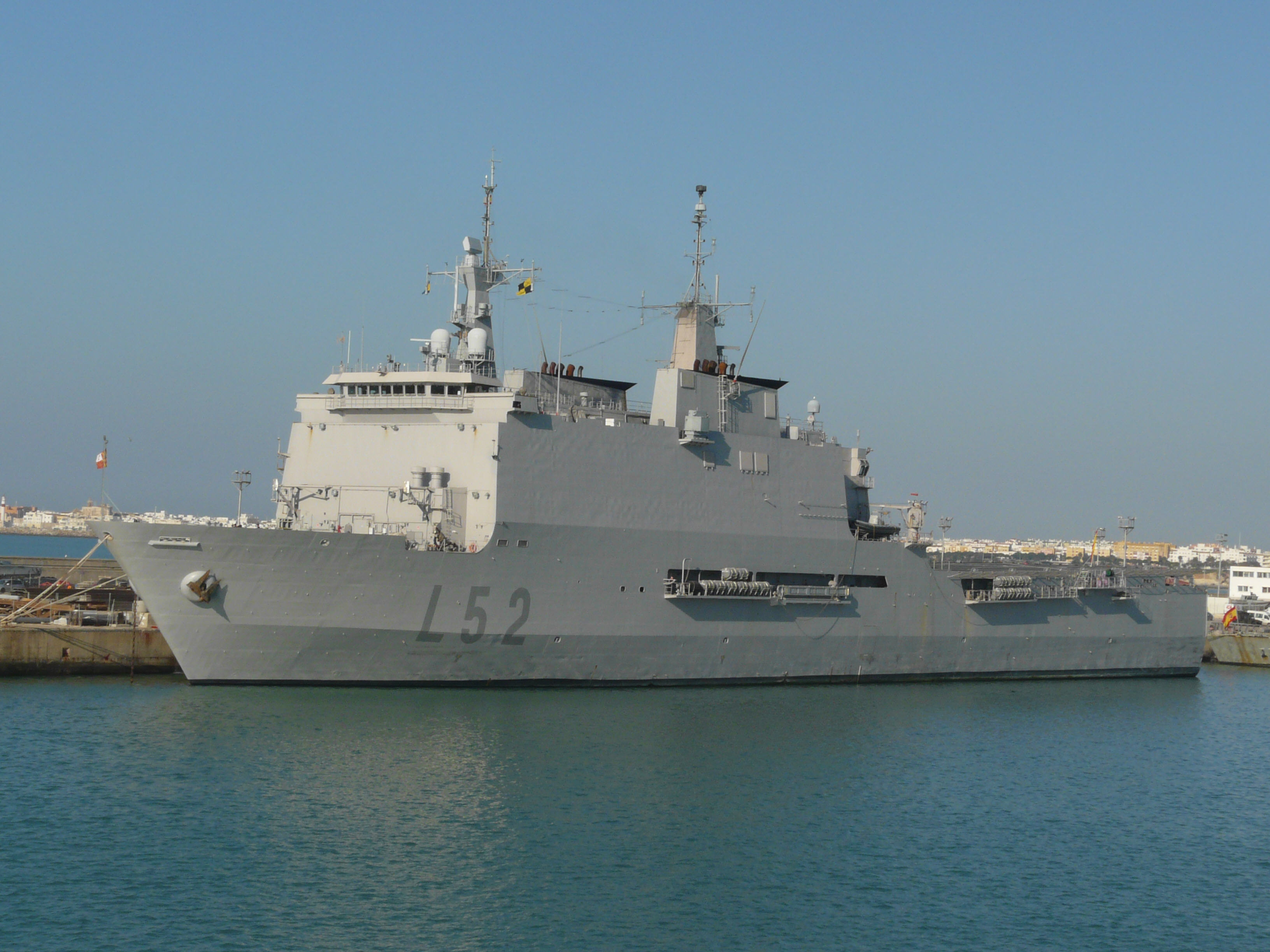
El Castilla (L-52), en el año 2009 en la Base Naval de Rota.

En el Plan estaba previsto un buque con dique inundable (LPD en su acrónimo inglés) para 1998, la situación en los Balcanes hacía necesaria la capacidad de embarcar o reembarcar una fuerza de varios cientos o miles de personas. Tanto es así que llegó a temerse por la vida de los cascos azules españoles destinados a la antigua Yugoslavia, como se comentó en el punto anterior. Se ensayó esta operación con el Príncipe de Asturias en las maniobras Tramontana ’94 y se desplazó al portaaviones hasta el Adriático; pero eso privaba a la flota de su capacidad de disuasión.
Por todo ello el gobierno de Felipe González decidió adelantar la construcción del buque anfibio a 1994, dándole el mismo nombre del navío al que sustituía: el L-51 Galicia (L-51). Se trata de un proyecto conjunto hispano-holandés para construir el Rótterdam (de 16.750 Tm y 166 m de largo) y el Galicia (13.815 Tm y 160 m de largo) con capacidad de transportar 600 soldados cada uno. Ambos empezaron a construirse en 1996 y se terminaron en 1997 y 1998 respectivamente.
Pero ni siquiera un barco así podría llevar todo el material de una brigada y los viejos barcos de transporte debían ser retirados en breve. Por lo que se decidió adquirir dos buques de transporte clase Newport: el Hernán Cortés (L-41) y el Pizarro (L-42). Estos barcos tenían a principios de los 90 una antigüedad de 20 años y algunos analistas los consideraban de los mejores y más eficaces del mundo. El Hernán Cortés fue dado de baja en el año 2009 y el Pizarro fue retirado en 2012.
Mientras se terminaba el buque anfibio, en los astilleros de Galicia aumentaba la inquietud por la falta de trabajo y la Junta de Galicia ofreció fondos para reformar los astilleros y construir otro barco en ellos. Por estos motivos el gobierno, por entonces del Partido Popular, consultó a la Armada sobre qué tipo de buque podría necesitar a lo que esta respondió que un nuevo buque anfibio, pero esta vez más orientado al mando y al control. Por este motivo se aprobó la construcción del Castilla (L-52) de dimensiones similares a las de su hermano, pero con capacidad para 400 soldados por el espacio ocupado por el puesto de mando y control.
Estos dos buques han realizado misiones en Haití, Nueva Orleans, Irak y el Castilla realizó la coordinación de la Operación Romeo Sierra en 2002.
Finalmente se pasó de 20.000 Tm construidas en 1998 a 40.000 (26.000 entre los dos anfibios y 14.000 entre los dos transportes) poniendo por primera vez desde el siglo XVIII a España al mismo nivel que Francia en este aspecto.

### La construcción de los auxiliares

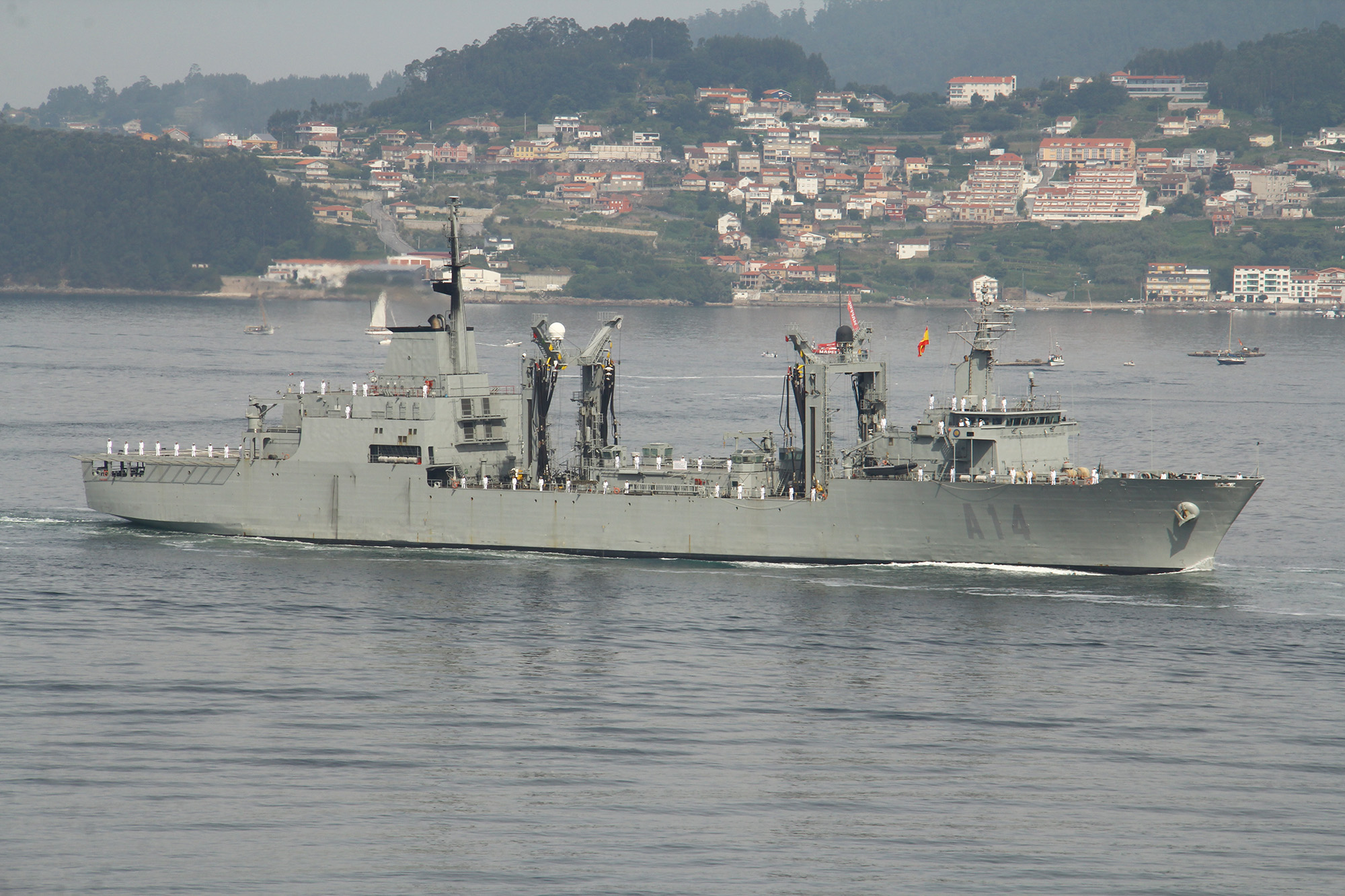
El Patiño (A-14) en la Ría de Pontevedra en el año 2017.

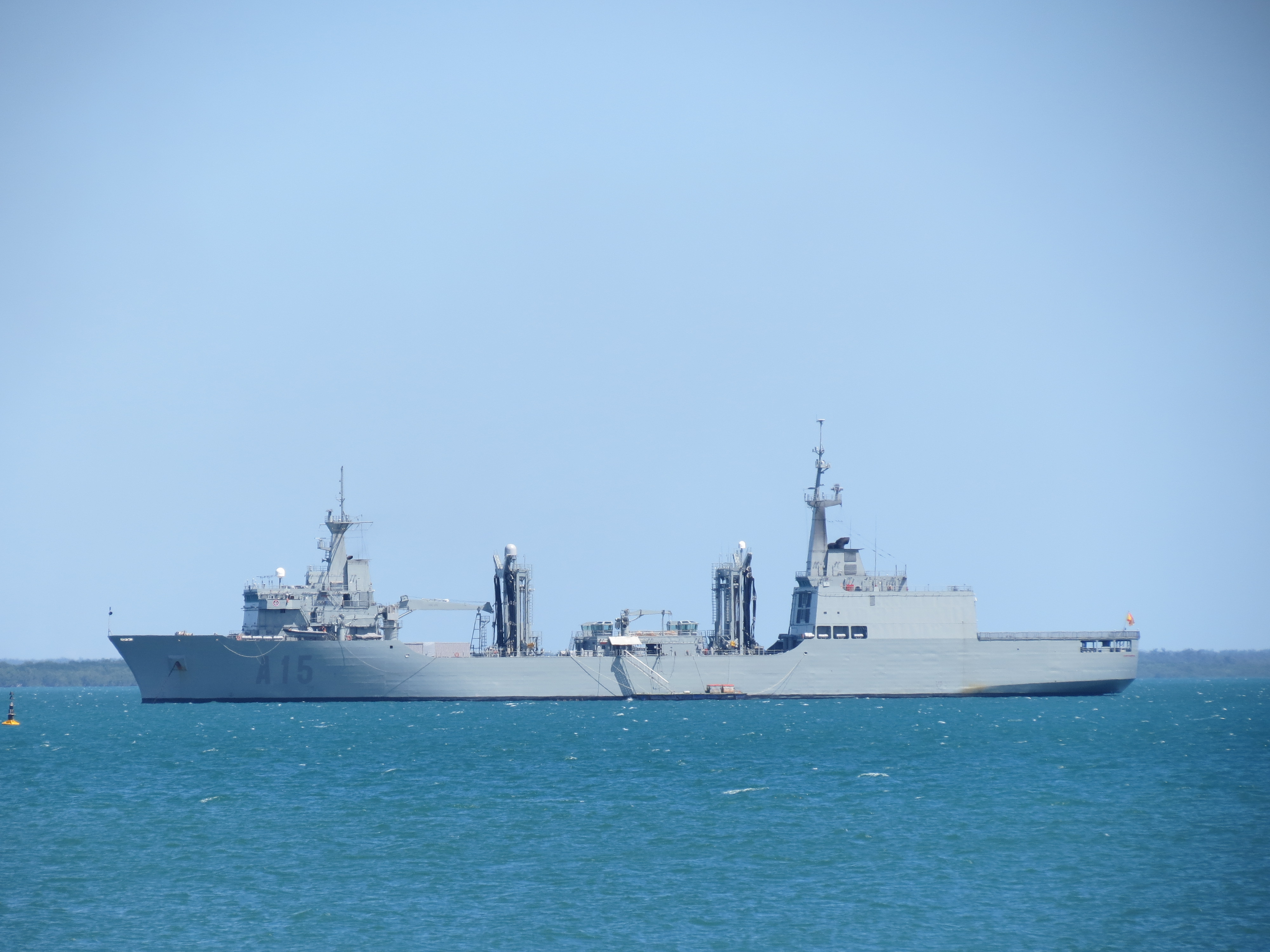
El Cantabria (A-15) navegando en el año 2013.

El Plan preveía la construcción de un único buque de aprovisionamiento (AOR en la terminología militar). Dicho buque se entregó a la Armada con el nombre de Patiño (A-14).
Como en el caso anterior se trataba de un proyecto conjunto hispano-holandés de la clase Ámsterdam (una mejora a su vez de la clase Poolster); pero en esta ocasión proyectado por España. Se trata de buques mercantes con modificaciones militares, como la defensa NBQ, que desplazan 17.040 toneladas y hasta tres helicópteros.
Pero la Armada Española cada vez debía realizar misiones más lejanas, como la Operación Libertad Duradera en el océano Índico donde los hombres del Patiño tuvieron que utilizar uno de sus helicóptero para asaltar el buque coreano So San en 2002. Por este motivo el Ministerio de Defensa encargó la construcción de un segundo AOR en 2002 que con el nombre de Cantabria (A-15) entró en servicio en 2010.
Igual que en el caso de los buques anfibios el tonelaje final se duplicó, de 17.000 Tm a 32.000.

### La construcción de los escoltas

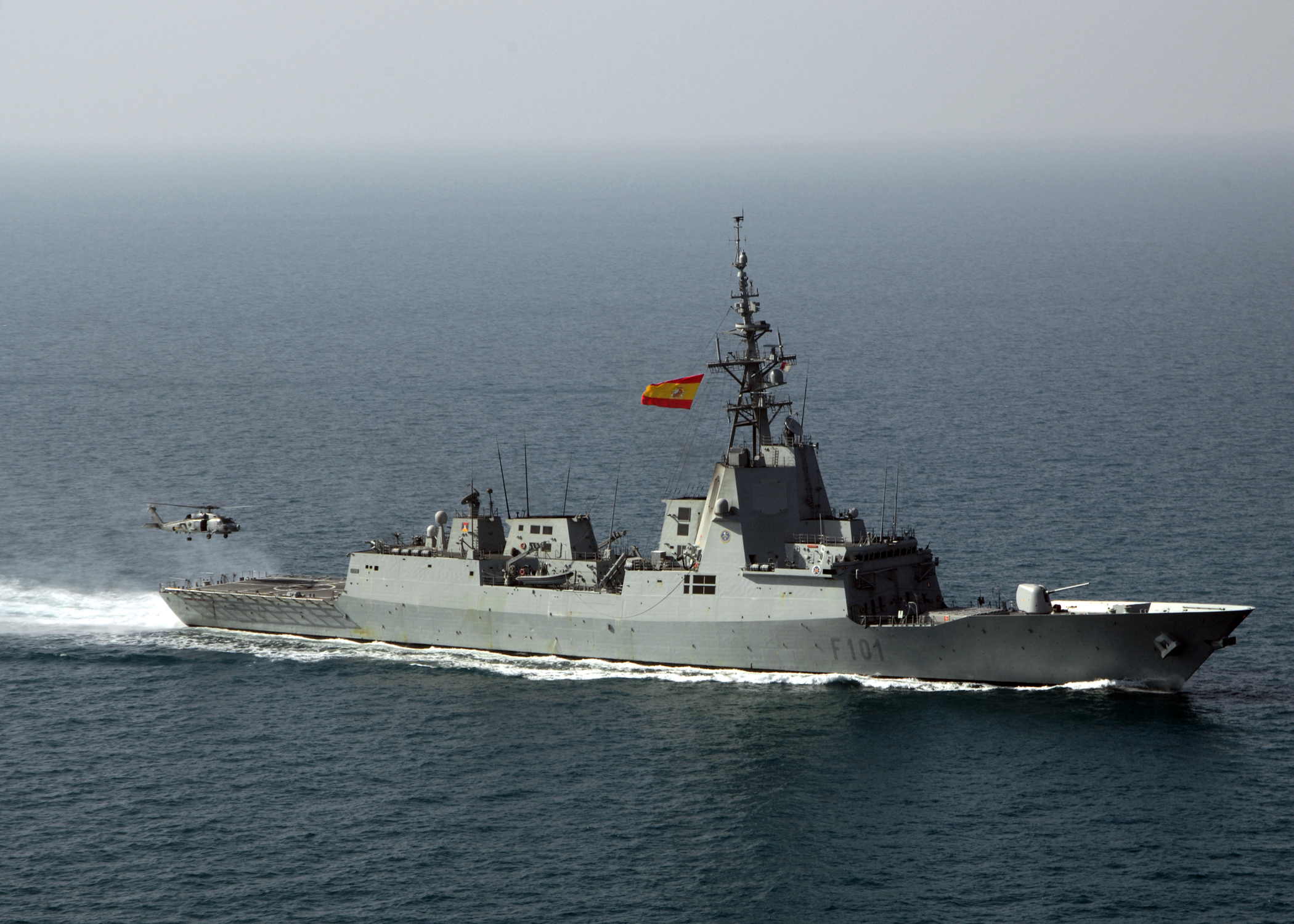
La fragata Álvaro de Bazán (F-101). Pese a que las fragatas clase F-110 no empezaron a fabricarse hasta el año 2022, el programa de escoltas rebasó con mucho lo planificado.

La parte de los escoltas era la más importante del plan y también la más cara. Como en los dos ejemplos precedentes la ejecución rebasó bastante lo planificado.
Las dos fragatas clase Santa María F-80 fueron construidas, armadas y entregadas con el nombre de Navarra (F-85) y Canarias (F-86).
Las cuatro fragatas de la clase Álvaro de Bazán F-100 estaba previsto que desplazaran unas 3.000 Tm, pero en mayo de 1992 se decidió aumentarlas a 4.000 o 4.500 para que pudiera albergar el doble de capacidad de autodefensa antiaérea y más capacidad antisubmarina con el futuro misil MILAS y helicópteros SH-60 Bloque II. El coste sería de 40.000 millones de pesetas cada una (240 millones de euros).
Sin embargo, en 1994 se fijó el desplazamiento en 4.514 Tm con margen hasta las 5.000 Tm para poder instalar un sonar remolcado con lo que aumentar su capacidad antisubmarina, así como cambiar su autodefensa antiaérea por un sistema de defensa en zona con misiles estadounidenses Standard SM-2MR (de medio alcance) y el Evolved Sea Sparrow (ESSM, de autodefensa). Todo controlado por un sistema informático que debía desarrollarse junto con los Países Bajos y Alemania. El precio del buque sería de 45.000 millones de pesetas (270 millones de euros).
Pero el proyecto germano-neerlandés fue abandonado y se optó, siguiendo con la línea americanófila de la Armada, por el sistema AEGIS. Este sistema puede disparar y guiar más de cien misiles contra otros tantos blancos al mismo tiempo y en menos de un minuto, ya sean blancos detectados por el radar del buque, por otros barcos, aviones, satélites, etc; capacidades muy superiores al sistema de las F-80, capaz de abrir fuego solo contra un objetivo por minuto. Pese a que el AEGIS data de principios de los setenta; al finalizar el siglo XX seguía siendo el mejor sistema de defensa para barcos, con estas mejoras el buque desplazaría 5.761 Tm a un coste de 50.000 millones de pesetas (más de 300 millones de euros).
Finalmente entre 2002 y 2006 fueron entregadas las fragatas Álvaro de Bazán (F-101), Almirante Juan de Borbón (F-102), Blas de Lezo (F-103) y Méndez Núñez (F-104) con un desplazamiento que superaba en más de 1000 Tm lo planificado (5.853 Tm) lo que sitúa a estos barcos más cerca de los cruceros que de las fragatas (de hecho, los EE. UU. los clasifican como destructores).
La clase F-110 quedó descartada por el momento (aunque se autorizó el inicio de la serie en 2019 y su construcción empezó desde el 2022), dejando las unidades en 2/3 de lo planificado, pero con una capacidad muy superior a la inicial. Pese a todo en el 2005 comenzó la construcción de la quinta fragata de este tipo, Cristóbal Colón (F-105), entregada en 2012, con la que se cerró la serie.

### Actuaciones en la guerra de minas

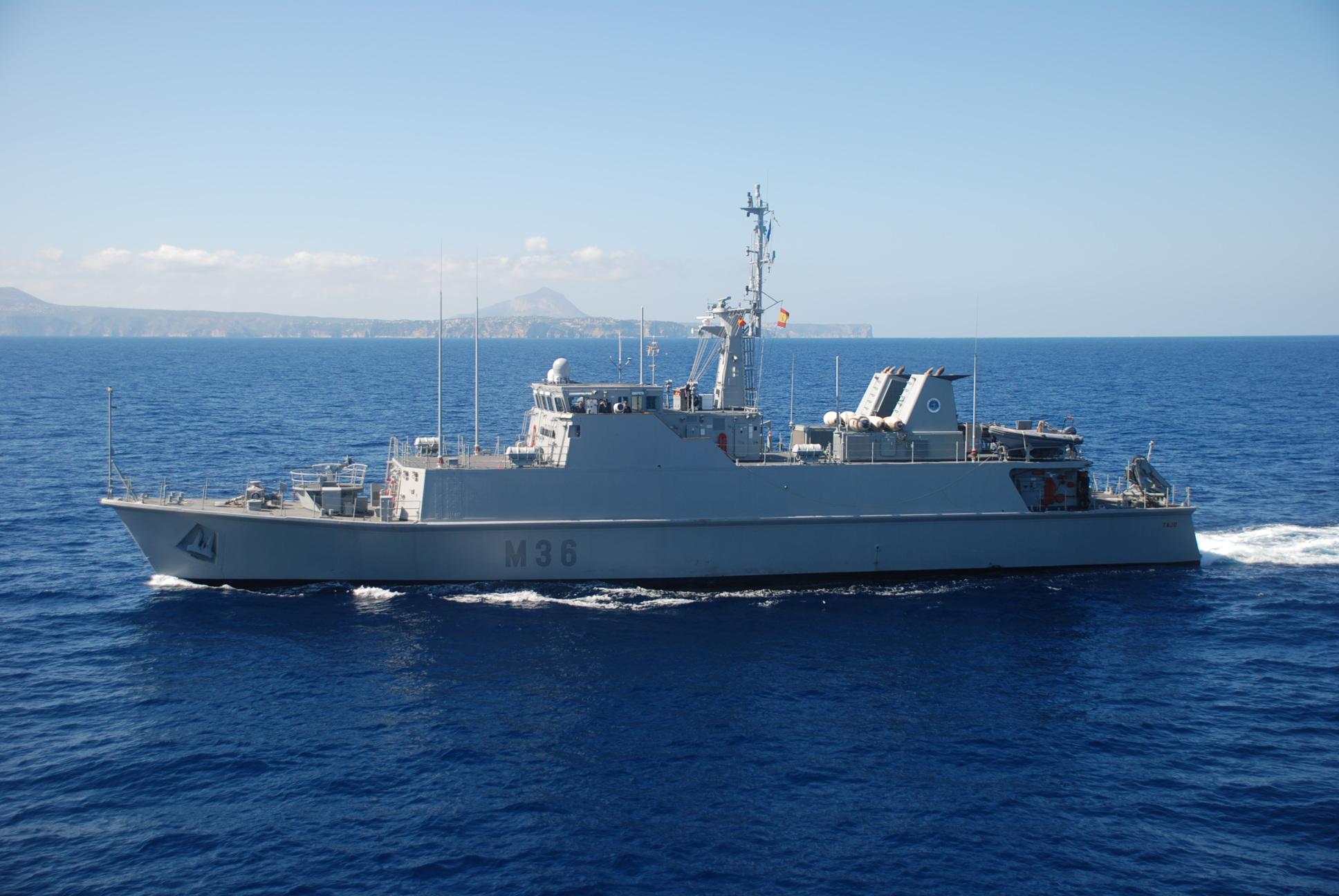
El Tajo (M-36) de la clase Segura navegando en el año 2010.

El Plan contemplaba la construcción de entre 12 y 16 barcos, sumando cazaminas costeros y dragaminas oceánicos para sustituir a las 12 unidades de madera con que contaba la Armada. La serie elegida fue la clase Segura, una adaptación de un diseño británico.
El Plan se retrasó hasta 1998 cuando entró en funcionamiento el Segura (M-51), en 1999 se entregó el Sella (M-52), en 2000 el Tambre (M-53) y el Turia (M-54); posteriormente se construyeron el Duero (M-55) y el Tajo (M-56) con opción a dos unidades más. Debe decirse que estas contrataciones fueron influidas por las fuertes manifestaciones en los astilleros murcianos ante un posible cierre de los mismos. Asimismo el Gobierno de la Región de Murcia presionó y ofreció fondos para permitir la construcción de los cazaminas.
Estas naves gozan con una gran movilidad gracias a sus propulsores de proa y popa y su casco de fibra recubierto con vinilo y poliéster. Cuentan con minisubmarino, equipos de buceo y cámara hiperbárica; pero su número no llegó ni a la mitad del planificados.
Los dragaminas oceánicos fueron finalmente descartados.

### La construcción de los submarinos
La construcción de los submarinos resultó la más lenta al esperar primero a terminar dos unidades para la armada chilena y después otro pedido para la Real Armada Malaya.
En el 2007 debía comenzar la construcción de cuatro naves del modelo clase S-80. Especificando la Armada contar con más espacio para la tripulación, el cual permitirá travesías menos agotadoras además de contar con la capacidad de embarcar hasta 10 hombres para operaciones especiales, con sus respectivos equipos, y poder disparar misiles Tomahawk estadounidenses (que finalmente no se adquirió). Además, estará equipada con un sistema de propulsión anaerobio para aumentar su autonomía. El programa tuvo varios problemas durante su desarrollo y el primer submarino de esta clase, el Isaac Peral (S-81), no entró en servicio hasta el 2023.

## Lo que no estaba en el Plan
Dos sucesos dieron un segundo vuelco a la situación ya entrado el siglo XXI.
- Los compromisos internacionales asumidos por España con la Unión Europea, y en menor medida con otras organizaciones internacionales, obligaban a los españoles a poder movilizar en cualquier momento 6.000 hombres, entre los que debían incluirse 1800 infantes de marina o equivalentes, con una dotación aérea.[9] Como se ha indicado, entre los buques Galicia y Castilla podían transportar 1000 infantes de marina; el Patiño podía llevar a otros 300 soldados; pero solo a cortas distancias y la Armada cada vez estaba realizando más misiones transoceánicas; por todo ello resultaba necesario otro buque de mayor tamaño que los anteriores.
- En julio del año 2002 Marruecos ocupó la isla Perejil quedando demostrada la necesidad de contar con aviación embarcada de forma permanente.

### La Segunda plataforma

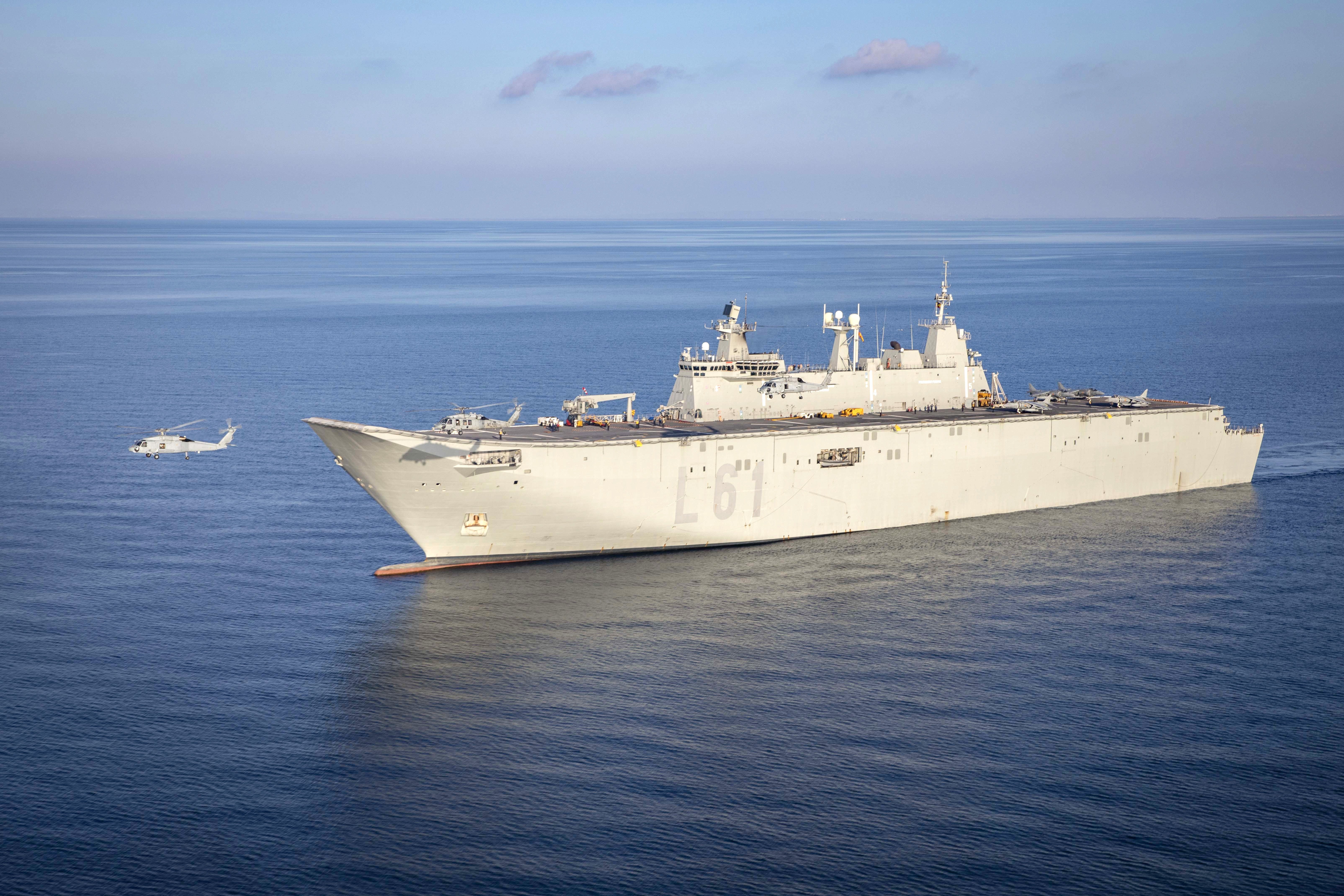
El LHD Juan Carlos I (L-61) navegando en 2023.

Aunque ya se hablaba de un nuevo buque anfibio con cubierta corrida para operar varios helicópteros al terminar la construcción del Castilla (L-52), fue en el 2002 cuando finalmente se definió el citado buque. En este caso era una nave mucho más grande que ninguna de las otras antes construidas, con un desplazamiento de más de 27.000 Tm, cuando un buque de aprovisionamiento logístico mueve poco más de 17.000 y el Príncipe de Asturias (R-11) unas 19.000. Al mismo tiempo podría desembarcar todo tipo de material, por pesado que fuese, gracias a su dique inundable.
Pero dos eran las grandes diferencias con los buques anteriores:
- Disponer de una cubierta corrida con una longitud y anchuras superiores a las del Príncipe de Asturias, donde podían aterrizar y despegar los Harrier y futuros aviones de despegue corto y aterrizaje vertical, como el F-35B.
- Contar con un piso más que sus hermanos pequeños como el Galicia (L-51) y Castilla (L-52). Este último piso tendría como único fin transportar aviones y elevarlos a la cubierta corrida por medio de dos ascensores, de la misma forma que lo hace el portaaviones. Este último piso y su cubierta quedarían vacíos y sin utilizar cuando la nave tuviera que realizar operaciones anfibias.[9]

El nombre provisional fue de Buque de Proyección Estratégica (BPE), más tarde Juan Carlos I (L-61) y sería el navío más grande construido por la industria naval española. El Juan Carlos I entró en servicio en 2010. Sin embargo el Príncipe de Asturias y el Juan Carlos I operaron pocos años juntos, ya que el primero fue dado de baja debido a la crisis económica española (2008-2014) en el año 2013, quedando el Juan Carlos I otra vez como única plataforma con cubierta.

### El vector aéreo

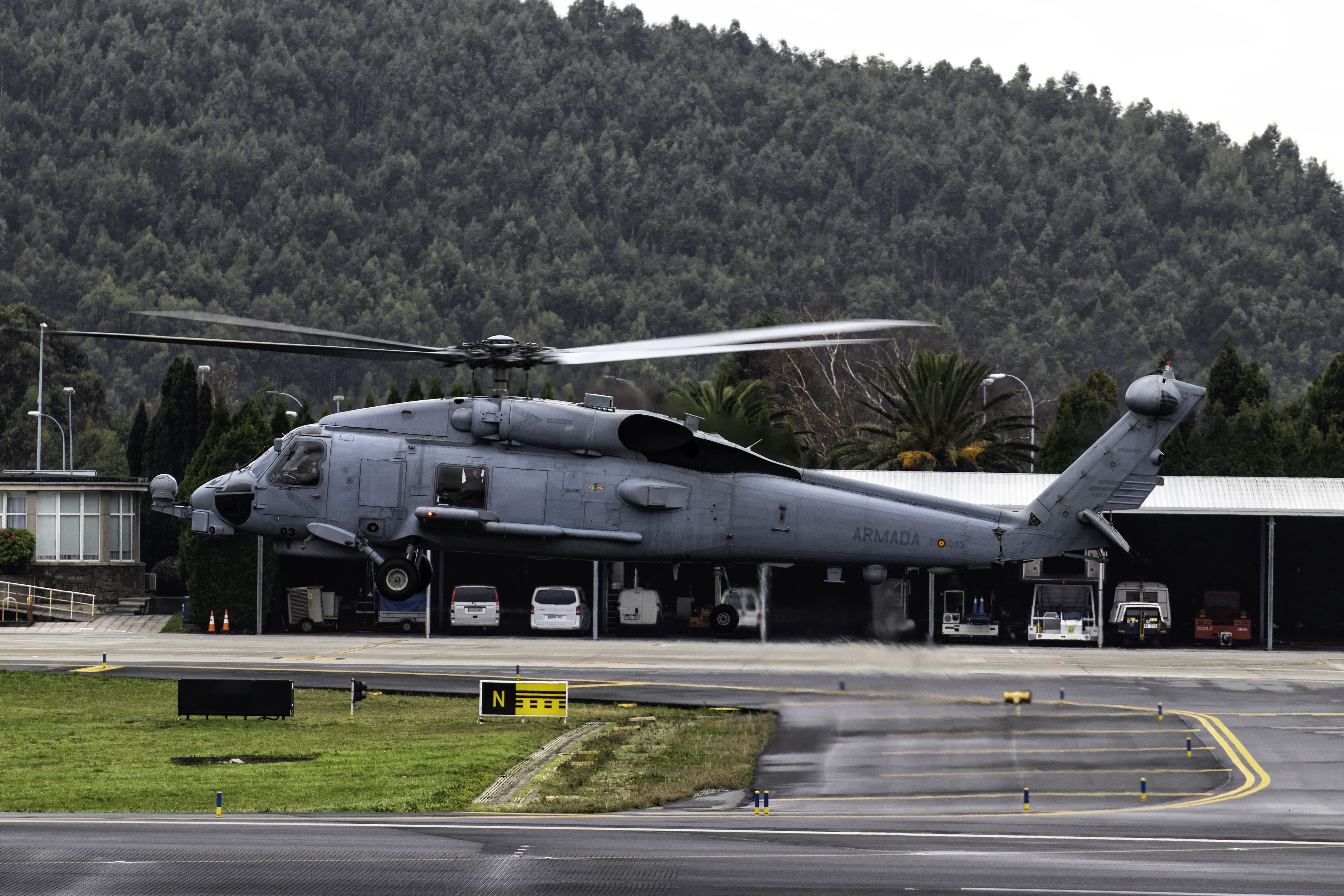
Un helicóptero SH-60 de la Armada española en 2018.

Pese a no estar prevista ninguna compra de helicópteros en el año 2004 se adquirieron seis unidades de los norteamericanos SH-60, dos para las nuevas F-80 y cuatro para las F-100.
En agosto de 2002 la Armada anunció la compra de helicópteros no tripulados Fire Scout a la Northrop Grumman para equipar la flotilla de F-100 en la lucha antisubmarina. Aunque finalmente no se adquirieron los aparatos.
Sin embargo, algunos analistas consideraban necesarios entre 13 y 15 aparatos más, lo cual excedía cualquier previsión. Por sorpresa el ministro José Bono aprobó en 2005, último año para la ejecución del Plan, la compra de 45 helicópteros NH90 con opción a otros 65 más, para equipar a los tres ejércitos. Las reacciones a esta noticia no fueron unánimes: el Ejército de Tierra se mostró muy complacido (tenía casi todos sus aparatos en tierra por la falta de certificados de aeronavegabilidad), el Ejército del Aire menos y la Armada no se pronunció, pero no acogió la noticia con excesivo entusiasmo por preferir el material estadounidense.
Aún con esta pega, quedaría resuelto el problema del vector aéreo cuando la fábrica de helicópteros de Albacete comenzara su producción.

## Conclusiones

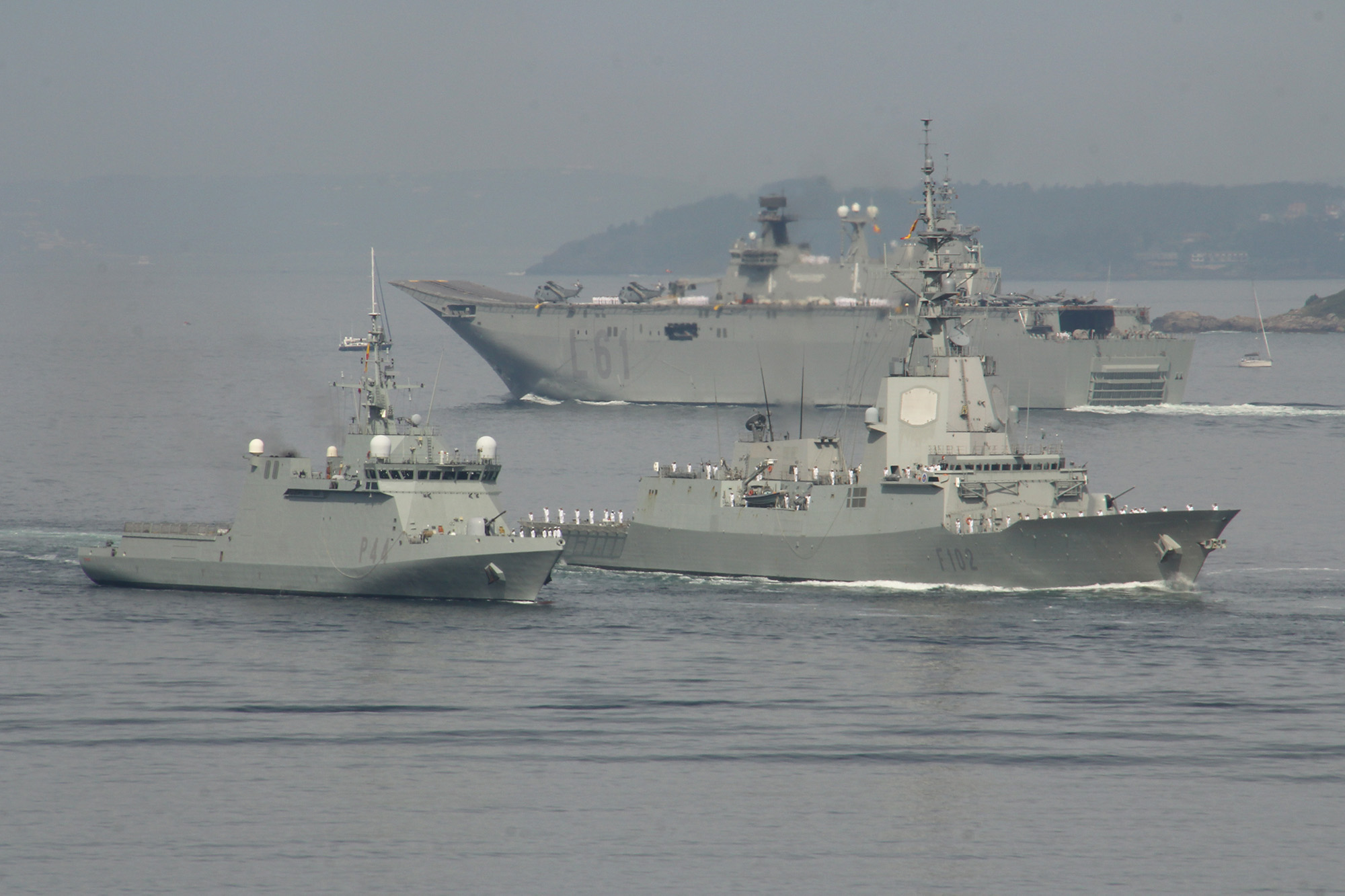
Parada naval de la Armada Española celebrada el 2 de junio de 2017 en la ría de Pontevedra con motivo del 300 aniversario de la Real Compañía de Guardiamarinas, origen de la actual Escuela Naval Militar de Marín. En la imagen, el BAM Tornado (P-44), la fragata Almirante Juan de Borbón (F-102) y al fondo, el BPE Juan Carlos I (L-61).

El Plan ALTAMAR fue calificado acertadamente de posibilista y la Armada no solicitó otra cosa que lo estrictamente necesario.
Ciertamente, en los inicios de los años 90, la Armada se encontraba en una situación precaria, excepto por los escoltas y el portaviones Príncipe de Asturias, debido a no tener continuidad el PLANGENAR de la época franquista, aunque algunos se lo achacan al abandono en el que la mantuvo Franco, donde algunas adquisiciones databan de excedente de la Guerra de Corea o incluso de la Segunda Guerra Mundial en materia de guerra de minas y anfibios. Quizá por los sucesos del 23-F y su deseo de demostrar lealtad al poder civil, o por los años de solicitudes pretenciosas nunca satisfechas los militares no se atrevían a realizar pedidos que superasen el mínimo necesario.
Se corría el riesgo de repetirse la derrota de la guerra Hispano-Estadounidense de 1898 cuando la Armada tuvo que hacer frente a las novísimas naves estadounidenses con sus viejos buques producto de un descuido en los proyectos de defensa. O que se repitiese la situación de crisis tras la Batalla de Trafalgar de 1805 donde había barcos de calidad análoga a la de los vecinos; pero no había armamento, mantenimiento ni material. En esta ocasión las similitudes estaban en carencias como el escaso armamento de los auxiliares, la falta de helicópteros o la falta de personal.
En el siglo XIX las deficiencias venían provocadas por el reducido presupuesto y aún más reducida voluntad política, propia de un régimen que terminaba sus días. Pero con el Plan ALTAMAR la situación no parecía ser la misma, pues voluntad política había, ciertamente se produjeron retrasos en varios proyectos como las fragatas F-110 (la primera de esta serie no se empezaría a construir hasta 2022), los submarinos S-80 (el primero de esta serie no entró en servicio hasta 2023) y cancelaciones de algunos proyectos como la cantidad máxima de escoltas previstos, los dragaminas oceánicos o la adquisición de misiles Tomahawk; sin embargo eso no resultaba especialmente preocupante. Quizá la gran diferencia estribara en el régimen político, como comenta Juan Carlos Losada, una dictadura, o en su caso un régimen autoritario, puede tener a sus militares cerrados en su mundillo, mal armados y mal formados, pero una democracia necesita de un ejército preparado y eficaz, a cambio le exige lealtad al poder civil. Algunos datos apuntan que en los años 90 del siglo XX en España se daba una actitud y la otra:
- Ya se ha comentado el esfuerzo de la Armada por no entrar en el juego del regateo, exagerar peligros ni amenazas.
- La capacidad de la fuerza anfibia fue más que duplicada, respecto a lo previsto.
- La capacidad de los buques auxiliares fue duplicada.
- El desplazamiento y armamento de las F-100 fue duplicado, o incluso más.
- El vector aéreo fue aumentado: primero con nuevos SH-60, después con helicópteros no tripulados y, ya fuera del Plan, con los NH90.

Pero sobre todo lo había marcado el cambio con situaciones anteriores fue:
- La adquisición de la segunda plataforma; bien es verdad que en forma de un buque polivalente, por lo tanto no un portaaviones natural, pero sí se esperaba suficiente como para suplir al Príncipe de Asturias a lo largo del periodo que durase su modernización. Aunque el Juan Carlos I fue dado de alta en 2010 esta subida de nivel para la Armada duró poco ya que el Príncipe de Asturias y el Juan Carlos I operaron solo 3 años juntos, porque el primero fue dado de baja debido a la crisis económica española (2008-2014) en el año 2013, quedando el Juan Carlos I otra vez como única plataforma con cubierta.

Ciertamente los aumentos antes citados no colocaban a España a la altura de Reino Unido o Francia como en el siglo XVIII, pero sí se podía medir la Armada española con la de Italia o Alemania. En cualquier caso el propio Almirante en Jefe de la Armada frente a la Comisión de defensa del Congreso en 2006 declaró que la Armada ya no estaba en los tiempos en los cuales debía navegar con barcos antiguos o de segundo uso.
El único parecido con siglos anteriores puede estar en la falta de marinería, pues, como dijo el Almirante en Jefe en la Comisión: 

La Armada puede vivir sin fragatas, sin submarinos y sin la OTAN, pero no puede vivir sin marineros.

Para ver las siguientes adquisiciones de la Armada Española entre los años 2010 y 2030 ver Modernización de las Fuerzas Armadas de España.